# Montenegros parlament
Montenegros parlament (Montenegrin: Скупштина Црне Горе / Skupština Crne Gore) er Montenegros parlament, som består af et etkammer. Det nuværende parlament har 81 medlemmer, som vælges for en fire-femårig periode. Den nuværende talsmand for parlamentet er Ranko Krivokapić, men deputeredes talsmænd er Suljo Mustafić and Branko Radulović. Efter en folkeafstemning om uafhængighed erklærede parlamentet Montenegros uafhængighed den 3. juni 2006.

## Sammensætning
| Parti                                 | Mandater |
| ------------------------------------- | -------- |
| Koalition for et Europæisk Montenegro | 39       |
| Demokratisk Front                     | 20       |
| Montenegros Socialistisk Folkeparti   | 9        |
| Positive Montenegro                   | 7        |
| Bosniak Parti                         | 3        |
| For Sammenhold                        | 1        |
| Albanien Koalitionen                  | 1        |
| Hrvatska građanska inicijativa        | 1        |